# Pássaro de Fogo (álbum)
Pássaro de Fogo é o terceiro álbum de estúdio da cantora e compositora brasileira Paula Fernandes, mas o quinto de sua carreira. Lançado em 18 de abril de 2009 pela Universal Music Brasil. O álbum foi um dos mais ouvidos na plataforma "Sonora", ficando à frente de artistas como a britânica Adele com o álbum 21.

## Lista de faixas
Todas as faixas escritas e compostas por Paula Fernandes, exceto onde indicado. 
| N.º            | Título                                           | Compositor(es)             | Duração |  |
| 1.             | "Pássaro de Fogo"                                |                            | 4:04    |  |
| 2.             | "Chuva Chover"                                   |                            | 3:59    |  |
| 3.             | "Meu Eu em Você"                                 |                            | 4:05    |  |
| 4.             | "Sem Você"                                       | Fernandes Victor Chaves    | 3:49    |  |
| 5.             | "Complicados Demais"                             |                            | 3:41    |  |
| 6.             | "Espaço Sideral" (part. César Menotti & Fabiano) | Fernandes Chaves           | 3:18    |  |
| 7.             | "Apaixonados pela Lua"                           |                            | 4:01    |  |
| 8.             | "Debaixo do Cacho"                               |                            | 3:04    |  |
| 9.             | "Dança Menina"                                   |                            | 3:46    |  |
| 10.            | "Sede de Amor"                                   | Fernandes Marcus Viana     | 4:15    |  |
| 11.            | "Quero Sim"                                      |                            | 5:11    |  |
| 12.            | "Vai"                                            |                            | 3:35    |  |
| 13.            | "Pra que Inventaram o Amor?"                     |                            | 4:01    |  |
| 14.            | "Jeito de Mato" (part. Almir Sater)              | Fernandes Maurício Santini | 4:58    |  |
| 15.            | "Meu Eu em Você" (Faixa bônus) (Versão acústica) |                            | 4:28    |  |
| Duração total: | Duração total:                                   | Duração total:             | 59:42   |  |

| Faixa bônus da edição especial |                         |                |         |  |
| N.º                            | Título                  | Compositor(es) | Duração |  |
| 16.                            | "Quando a Chuva Passar" | Ramón Cruz     | 4:18    |  |
| Duração total:                 | Duração total:          | Duração total: | 64:00   |  |

## Créditos e pessoal
| - Paula Fernandes - voz e violão - Lincoln Cheib - bateria - Sérgio Rabello - baixo acústico, baixo semi-acústico e contrabaixo semi-acústico - André Café - wurlitzer, moog, piano e pad - Romário Rodrigues - hammond, piano, pad, rhodes e acordeom - Márcio Monteiro - guitarra, violão, bandolim, samplers, slide guitar e arranjos - Marcus Viana - violino - Max Robson - percussão - Rogério Delayon - dobro - César Menotti - viola de 10 cordas | - Neném - bateria - Rubem di Souza - hammond - Dinho Mourão - percussão - Augusto Rennó - violão de 12 cordas - Almir Sater - viola de 10 cordas - Márcio Bianchi - bateria - Ricardo Bottaro - piano - Wesley Santos - acordeom - Julinho Teixeira - teclado e arranjos adicionais |  |

## Tabelas musicais, vendas e certificações
| Tabela (2011-12)                             | Melhor posição |
| -------------------------------------------- | -------------- |
| Portugal (Associação Fonográfica Portuguesa) | 10             |

| País         | Certificação | Vendas   |
| ------------ | ------------ | -------- |
| Brasil - PMB | 3× Platina   | 350.000+ |

## Histórico de lançamentos
| País           | Data                | Formato              | Gravadora       | Catálogo     |
| -------------- | ------------------- | -------------------- | --------------- | ------------ |
| Brasil         | 18 de abril de 2009 | CD, download digital | Universal Music | 602517806566 |
| Estados Unidos | 21 de julho de 2009 | CD                   | Universal Music | 1780656      |